# Мировое соглашение
Мирово́е соглаше́ние (мирова́я сде́лка) — это двусторонняя или многосторонняя сделка, стороны которой (или их представители) завершают гражданский спор.  
При заключении мирового соглашения сторонами их прежние права и обязанности в том или ином объёме, в зависимости от воли сторон, ликвидируются, а в силу вступают условия, на которых заключено мировое соглашение. То есть мировое соглашение является сочетанием отступного, новации и рассрочки. 
В римском праве мировое соглашение именовалось «transactio».

## Процедура банкротства

### Общие положения о мировом соглашении
Решение о заключении мирового соглашения со стороны конкурсных кредиторов и уполномоченных органов принимается собранием кредиторов. Решение собрания кредиторов о заключении мирового соглашения принимается большинством голосов от общего числа голосов конкурсных кредиторов и уполномоченных органов в соответствии с реестром требований кредиторов и считается принятым при условии, если за него проголосовали все кредиторы по обязательствам, обеспеченным залогом имущества должника.
Полномочия представителя конкурсного кредитора и представителя уполномоченного органа на голосование по вопросу заключения мирового соглашения должны быть специально предусмотрены в его доверенности.
Решение о заключении мирового соглашения со стороны должника принимается должником — гражданином или руководителем должника — юридического лица, исполняющим обязанности руководителя должника, внешним управляющим или конкурсным управляющим.
Мировое соглашение утверждается арбитражным судом. При утверждении мирового соглашения арбитражный суд выносит определение об утверждении мирового соглашения, в котором указывается на прекращение производства по делу о банкротстве. Мировое соглашение утверждается тем судом, который рассматривает дело в данный момент, а если дело находится на стадии исполнительного производства — судом первой инстанции. В случае, если мировое соглашение заключается в ходе конкурсного производства, в определении об утверждении мирового соглашения указывается, что решение о признании должника банкротом и об открытии конкурсного производства не подлежит исполнению.
Мировое соглашение заключается в письменной форме. Со стороны должника мировое соглашение подписывается лицом, принявшим в соответствии с действующим Федеральным законом решение о заключении мирового соглашения. От имени конкурсных кредиторов и уполномоченных органов мировое соглашение подписывается представителем собрания кредиторов или уполномоченным собранием кредиторов на совершение данного действия лицом. В случае, если в мировом соглашении участвуют третьи лица, с их стороны мировое соглашение подписывается этими лицами или их уполномоченными представителями.

### Содержание мирового соглашения
Мировое соглашение должно содержать положения о порядке и сроках исполнения обязательств должника в денежной форме. Мировое соглашение может содержать положения об изменении сроков и порядка уплаты обязательных платежей, включенных в реестр требований кредиторов.
Условия мирового соглашения, касающиеся погашения задолженности по обязательным платежам, взимаемым в соответствии с законодательством о налогах и сборах, не должны противоречить требованиям законодательства о налогах и сборах. Удовлетворение требований конкурсных кредиторов в неденежной форме не должно создавать преимущества для таких кредиторов по сравнению с кредиторами, требования которых исполняются в денежной форме. С согласия кредитора мировым соглашением могут быть установлены меньший размер процентной ставки, меньший срок начисления процентной ставки или освобождение от уплаты процентов. Утверждение мирового соглашения арбитражным судом в ходе процедур, применяемых в деле о банкротстве, является основанием для прекращения производства по делу о банкротстве. В случае вынесения арбитражным судом определения об отказе в утверждении мирового соглашения мировое соглашение считается незаключенным. Вынесение арбитражным судом определения об отказе в утверждении мирового соглашения не препятствует заключению нового мирового соглашения. Определение об утверждении мирового соглашения может быть пересмотрено по вновь открывшимся обстоятельствам в случае, если: обстоятельства, препятствующие утверждению мирового соглашения, не были и не могли быть известны заявителю на момент утверждения мирового соглашения; заявитель не участвовал в заключении мирового соглашения, однако мировым соглашением нарушены его права и законные интересы. При возобновлении производства по делу о банкротстве в отношении должника вводится процедура, в ходе которой было заключено мировое соглашение. В случае отмены определения об утверждении мирового соглашения при введенных в отношении должника процедурах, применяемых в деле о банкротстве, по новому делу о банкротстве конкурсные кредиторы и уполномоченные органы, участвовавшие в заключении мирового соглашения, вправе заявить свои требования к должнику в новом деле о банкротстве в составе и в размере, которые предусмотрены настоящей статьей. Расторжение мирового соглашения, утверждённого арбитражным судом, по соглашению между отдельными кредиторами и должником не допускается. Мировое соглашение может быть расторгнуто арбитражным судом в отношении всех конкурсных кредиторов и уполномоченных органов по заявлению конкурсного кредитора или конкурсных кредиторов и (или) уполномоченных органов, обладавших на дату утверждения мирового соглашения не менее чем одной четвёртой требований конкурсных кредиторов и уполномоченных органов к должнику.

### Этапы заключения мирового соглашения
1. Принятие решения со стороны должника. При заключении мирового соглашения на стадиях наблюдения или финансового оздоровления решение принимается самим должником, на стадии внешнего управления — внешним управляющим, на стадии конкурсного производства — конкурсным управляющим.
2. Принятие решения со стороны конкурсных кредиторов и уполномоченных органов. Принимается на собрании кредиторов большинством голосов от общего числа голосов конкурсных кредиторов и уполномоченных органов в соответствии с реестром требований кредиторов.
3. Подписание мирового соглашения. Со стороны должника мировое соглашение подписывается лицом, принявшим решение о заключении соглашения, со стороны кредиторов — представителем собрания кредиторов или уполномоченным собранием кредиторов на совершение данного действия лицом.
4. Утверждение мирового соглашения арбитражным судом. Условия утверждения содержатся в статье 158 ФЗ «О несостоятельности (банкротстве)». При этом суд не вправе изменять содержание мирового соглашения, представленного в суд для утверждения.

### Расторжение мирового соглашения и его последствия
Расторжение мирового соглашения в отношении всех конкурсных кредиторов и уполномоченных органов является основанием для возобновления производства по делу о банкротстве, за исключением случаев, если в отношении должника введены процедуры, применяемые в новом деле о банкротстве. В случае расторжения мирового соглашения при введении в отношении должника процедур, применяемых в новом деле о банкротстве, конкурсные кредиторы и уполномоченные органы, требования которых были урегулированы мировым соглашением, вправе заявить свои требования к должнику в новом деле о банкротстве в составе и в размере, которые предусмотрены этим мировым соглашением.
При возобновлении производства по делу о банкротстве в отношении должника вводится процедура, которая применяется в деле о банкротстве и в ходе которой было заключено мировое соглашение. Кандидатуры арбитражных управляющих представляются в арбитражный суд в порядке, установленном статьей 45 настоящего Федерального закона, саморегулируемой организацией, которая представляла такие кандидатуры в ходе указанной процедуры, применяемой в деле о банкротстве. В случае неисполнения мирового соглашения должником кредиторы вправе без расторжения мирового соглашения предъявить свои требования в размере, предусмотренном мировым соглашением, в общем порядке, установленном процессуальным законодательством. В случае возбуждения производства по новому делу о банкротстве должника объём требований кредиторов, в отношении которых заключено мировое соглашение, определяется условиями, предусмотренными мировым соглашением.
Порядок рассмотрения заявления о расторжении мирового соглашения
1. Споры о расторжении мирового соглашения рассматриваются арбитражным судом, рассматривавшим дело о банкротстве.
2. Заявление о расторжении мирового соглашения подписывается конкурсным кредитором или конкурсными кредиторами либо уполномоченными органами, требования которых не исполнены должником на условиях мирового соглашения и (или) в отношении требований которых должником существенно нарушены условия мирового соглашения.
3. В случае поступления в арбитражный суд заявления о расторжении мирового соглашения арбитражный суд выносит определение о назначении заседания по рассмотрению заявления о расторжении мирового соглашения.
4. По результатам рассмотрения заявления о расторжении мирового соглашения, утверждённого арбитражным судом, суд выносит определение, которое подлежит немедленному исполнению и может быть обжаловано в порядке, предусмотренном Арбитражным процессуальным кодексом Российской Федерации.
5. В случае отказа в удовлетворении заявления о расторжении мирового соглашения арбитражный суд выносит определение об отказе в расторжении мирового соглашения.

### Юридическая практика
Мировое соглашение не признаётся новацией. Таким образом, в случае, если по основному обязательству (по кредиту, займу) заключено мировое соглашение, это не означает прекращения обеспечивающих обязательств (залогов, поручительств).